# Franco Zeffirelli
Franco Zeffirelli (Firenze, 1923. február 12. – Róma, 2019. június 15.) BAFTA- és kétszeres Primetime Emmy-díjas olasz filmrendező, forgatókönyvíró. Eredeti neve: Gianfranco Corsi. Az 1960-as évek második felétől forgatott rendszeresen mozifilmeket. Színházi rendezőként több évtizede a legkiválóbbak között tartják számon, főleg operarendezései legendás hírűek.

## Pályafutása

### Színházi kezdetek
Zeffirelli házasságon kívül született gyermek volt. Hatéves korában elvesztette édesanyját. Idős angol hölgyek vették pártfogásukba, akik felnyitották szemét az őt körülvevő világ szépségeire. (Életének ezt a részét idézi fel a Tea Mussolinivel című 1999-es alkotása.) Később a Firenzei Egyetemen építészetet tanult. Tanulmányait megszakította, s fegyveresen vett részt szülővárosa felszabadításában. Visszatérve az egyetemre, amatőr színielőadásokat is rendezett. Luchino Visconti már az egyetemen felfigyelt a tehetséges fiatalemberre, akit több filmjében asszisztenseként foglalkoztatott: Vihar előtt (1948), Szépek szépe (1951), Érzelem (1954). Roberto Rossellini és Vittorio De Sica segédrendezőjeként az ifjú Zeffirelli a rendezői szakma további mesterfogásait sajátíthatta el. Filmes tapasztalatai ellenére először a színház világában kívánta kipróbálni képességeit. Néhány év alatt forradalmasította az operarendezés korszerűtlen, idejétmúlt stílusát. Előadásai frissek, elevenek, mozgalmasak voltak: hamarosan a milánói Scala, a párizsi Opera és a londoni Covent Garden legfoglalkoztatottabb rendezője lett. Az opera után – de azzal sohasem szakítva – érdeklődése az irodalmi klasszikusok felé fordult: egyik feladatának tekintette, hogy Shakespeare munkáit közel hozza a 20. század nézőihez, megőrizve az eredeti művek szellemiségét, mellőzve mindenféle minőségi engedményt. Működése nyomán óriási Shakespeare-kultusz alakult ki Olaszországban, s Zeffirelli elérkezettnek látta az időt arra, hogy az avoni bárd műveit filmszalagra álmodja.

### Mozis világsikerek

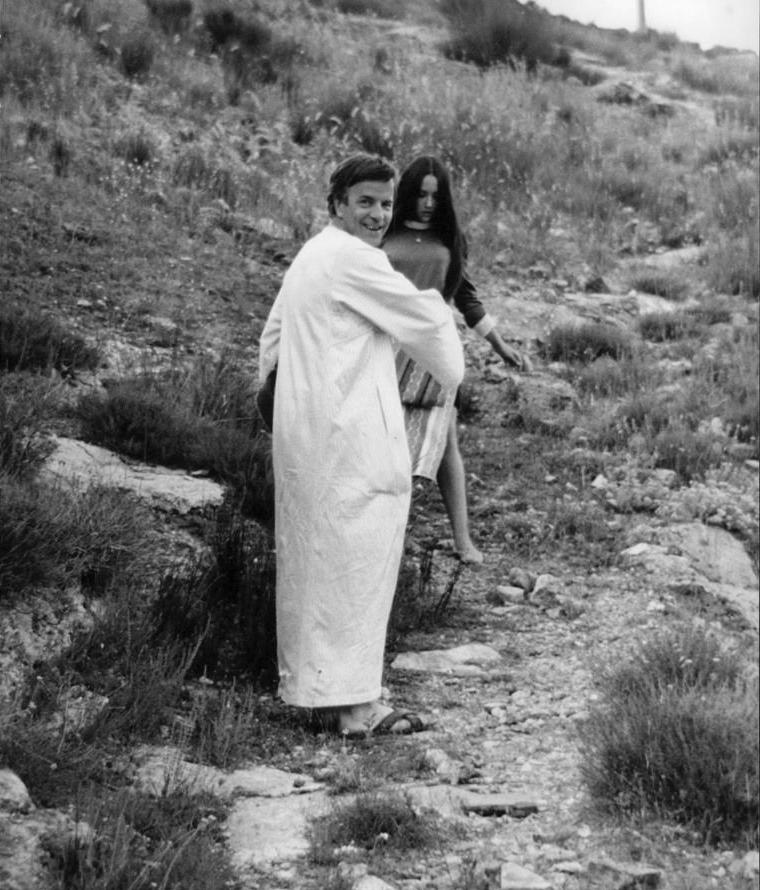
Franco Zeffirelli és Olivia-Hussey a Rómeó és Júlia forgatásán

Első játékfilmjét még 1957-ben forgatta Kemping címmel, de a fekete-fehér vígjáték egyáltalán nem jellemző darabja az életművének. 1966-ban dokumentumfilmet forgatott a firenzei árvízről. Az igazi világsikert A makrancos hölgy (1967) hozta meg számára: Shakespeare komédiájának szellemes, látványos, az eredetihez méltó adaptációjának magas színvonalához Richard Burton és Elizabeth Taylor fergeteges alakítása is hozzájárult. A következő évben a Rómeó és Júlia filmváltozatával ha lehet, még nagyobb sikert aratott. Szenzációs ötletnek bizonyult, hogy a tragikus sorsú szerelmesek megformálására – szakítva az addigi színjátszási hagyományokkal – az eredeti szereplőknek megfelelő életkorú színészeket választott Leonard Whiting és Olivia Hussey személyében. Feltétlenül említést érdemel Nino Rota csodálatos kísérőzenéje is. (A szerelmi téma feldolgozása a korszak népszerű énekese, Engelbert Humperdinck előadásában ma már örökzöldnek számít.) A közönség, főleg a fiatalok nagy tetszéssel fogadták a Napfivér, Holdnővér (1972) című munkáját is. A kritikusok már inkább vitatták a filmet, amely Assisi Szent Ferenc életének kissé idealizált feldolgozása. 1966-ban Liliana Cavani rendezőnő ugyancsak megfilmesítette ezt a témát: az ő munkája egyfajta mozgóképes előfutára volt a '60-as évek végén fellobbant diákmozgalmaknak, míg Zeffirelli változata mintegy utólagos reflektálás ugyanerre. Ezt az értelmezést erősíti, hogy a gyönyörű betétdalokat a diákmozgalmak kultikus énekes sztárja, Donovan énekelte. Zeffirelli következő monumentális vállalkozása A názáreti Jézus volt, mely ötrészes tévésorozatként és kétrészes mozifilmként egyaránt elkészült. A közönségsiker most sem maradt el, ám a kritikusok többsége csupán szép képeskönyvként értékelte a produkciót.

### Melodráma, giccs, opera
King Vidor klasszikusának 1979-es remake-je, A bajnok az Oscar-díjas főszereplők (Jon Voight és Faye Dunaway) és a tehetséges gyerekszereplő (Ricky Schroeder) játéka ellenére csúfos bukásnak bizonyult. A könnyfakasztó melodráma rossz fogadtatása részben azzal magyarázható, hogy a közönség akkoriban már másfajta filmdivatok lázában égett. Még kínosabb kudarc volt Zeffirelli modern Rómeó és Júlia-sztorija, a Végtelen szerelem (1981), melyet sokan és nem alaptalanul minősítettek giccsnek. (A Lionel Richie és Diana Ross által előadott betétdal, az Endless Love viszont világsláger lett.) A rendező főleg női főszereplőjével, az akkoriban igen divatos Brooke Shieldsszel volt elégedetlen: állítása szerint az egyik szerelmi jelenet felvétele közben kénytelen volt csiklandozni Shields talpát, hogy végre valami érzelem jelenjen meg a filmcsillagocska kifejezéstelen arcán. Mint a legtöbb Zeffirelli-film, a Végtelen szerelem is új tehetségeket mutatott be a közönségnek Tom Cruise és James Spader személyében. Az 1988-as velencei filmfesztiválon mutatták be Az ifjú Toscaninit, amelynek vetítését a közönség egyre hangosabb kacaja kísérte: a derültség fő oka Elizabeth Taylor volt, akinek patetikus játékáról másnap a kritikusok vitriolba mártott tollal cikkeztek. Ugyanezen a fesztiválon vetítették Martin Scorsese Krisztus utolsó megkísértése című drámáját is, amely ellen már a bemutató előtt példátlan tiltakozáshullám indult. Maga Zeffirelli is a Biennálé műsorpolitikájának felülvizsgálatát követelte, saját filmjének kínos premierje után azonban dühösen azt nyilatkozta, hogy soha többé nem teszi be a lábát Velencébe. Egyértelmű világsikert arattak azonban a '80-as években az operafilmjei: a Traviata és a Bajazzók Teresa Stratas és Plácido Domingo, a Parasztbecsület Domingo és Jelena Obrazcova, az Otello pedig ismét Domingo és Katia Ricciarelli főszereplésével.

### Shakespeare, Brontë, Mussolini, Callas
A '90-es években Zeffirelli továbbra is megosztotta energiáit a színház és a film között. Míg az előbbi területen folytatódott diadalmenete, addig filmjeivel nem sikerült megismételnie korábbi alkotásai világsikereit. Újabb Shakespeare-adaptációja, a Hamlet (1990) főszerepére – ismét ellentmondva a színházi hagyományoknak – filozofálgató értelmiségi helyett egy akcióhőst szerződtetett az akkoriban különösen népszerű Mel Gibson személyében. Választását sokan bírálták, s a Gibson-rajongók sem akarták mindenáron látni kedvencüket az új szerepkörben. Csendes sikert aratott az Egy apáca szerelme (1993) című alkotása Giovanni Verga klasszikus regényéből, amely egy fiatal lány mívesen előadott tragikus története: az ifjú teremtés kényszerből vállalja a kolostori életet. Biztos mesterségbeli tudással, kitűnő szereposztással készült a Jane Eyre, Charlotte Brontë népszerű regényének újabb változata. Tökéletes színészválasztás, aprólékos környezetábrázolás és finom lélekrajz jellemzi az önéletrajzi ihletésű Tea Mussolinivel című munkáját. 1964-ben Zeffirelli már készített egy tévéfilmet a legendás opera-énekesnő, Maria Callas Covent Garden-beli fellépéséről. 2002-es alkotása, a Mindörökké Callas a díva utolsó éveinek részben fiktív eseményein alapul, melyeken keresztül Zeffirelli saját ars poeticáját is megfogalmazza művészet és illúzió összefüggéseiről. A főszerepben Fanny Ardant kitűnő alakítását láthatta a közönség, partnerei Jeremy Irons, Joan Plowright és Gabriel Garko. Legutóbbi filmje, a 2005-ben bemutatott Három fivér a Napfivér, Holdnővér folytatásaként készült. A mű nem keltett különösebb figyelmet, számos országban be sem mutatták.

## Magánélet
2006 novemberében jelent meg Zeffirelli önéletrajza, amelyben nyíltan beszélt homoszexualitásáról és Visconti iránti szerelméről. Mint írja, egész életében „diszkréten kezelte homoszexualitását”, s ezt megelőzően csak tíz évvel korábban, San Franciscóban beszélt férfiakkal való kapcsolatairól. Mint nyilatkozott: homoszexuálisnak vallja magát, de nem melegnek (gay). Számára ez a szó „gyűlöletes, sértő és trágár”. 
Hosszas betegség után hunyt el római otthonában, 96 esztendős korában.

## Közéleti szereplése
Franco Zeffirelli homoszexualitása ellenére konzervatív katolikus volt. Aktív szerepet vállalt az olasz belpolitikában, gyakran igen harciasan képviselte jobboldali nézeteit, közismert volt antikommunizmusáról és abortuszellenességéről. Két ciklust töltött az olasz szenátusban, Silvio Berlusconi Forza Italia pártjának színeiben.

## Filmrendezései
- 1957: Camping

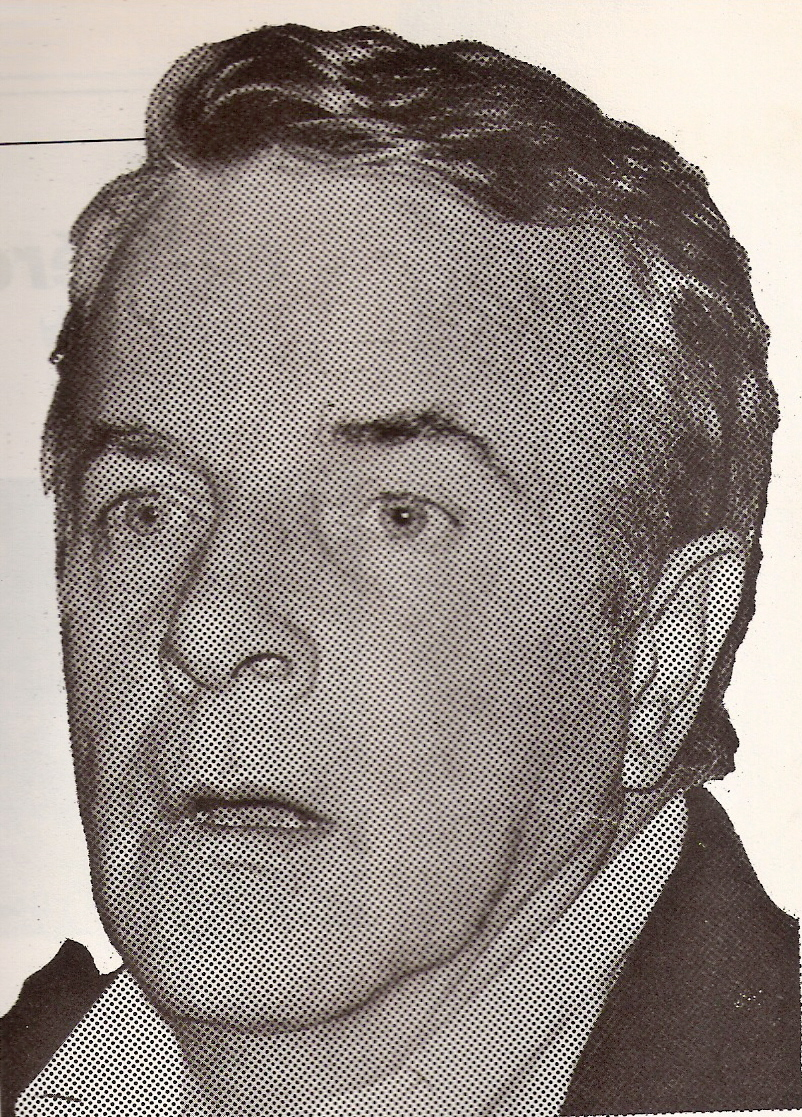
Franco Zeffirelli 1978-ban

- 1964: Maria Callas at Covent Garden (tévéfilm)
- 1966: Per Firenze (dokumentumfilm)
- 1967: A makrancos hölgy (The Taming of the Shrew)
- 1968: Rómeó és Júlia (Romeo and Juliet)
- 1972: Napfivér, Holdnővér (Fratello sole, sorella luna)
- 1977: A názáreti Jézus (Jesus of Nazareth) (tévésorozat és mozifilm is)
- 1979: A bajnok (The Champ)
- 1981: Végtelen szerelem (Endless Love)
- 1982: Bajazzók (Pagliacci)
- 1982: Parasztbecsület (Cavalleria rusticana)
- 1982: Traviata (La Traviata)
- 1986: Otello
- 1988: Az ifjú Toscanini (Il Giovane Toscanini)
- 1989: 12 registi per 12 città (a Firenze című epizód)
- 1990: Don Carlos (Don Carlo) (tévéfilm)
- 1990: Hamlet
- 1993: Egy apáca szerelme (Storia di una capinera)
- 1996: Jane Eyre
- 1999: Tea Mussolinivel (Tea with Mussolini)
- 2002: Mindörökké Callas (Callas Forever)
- 2005: Tre fratelli

## Fontosabb díjak és jelölések
Oscar-díj
- 1969: jelölés Rómeó és Júlia, legjobb rendező
- 1982: jelölés Traviata, legjobb művészeti rendezés (megosztva Gianni Quarantával)

Golden Globe-díj
- 1969: jelölés Rómeó és Júlia, legjobb rendező

Arany Málna díj
- 1982: jelölés Végtelen szerelem, legrosszabb rendező

Arany Pálma díj
- 1986: jelölés Otello

BAFTA-díj
- 1969: jelölés Rómeó és Júlia, legjobb rendezés
- 1978: jelölés A názáreti Jézus, legjobb tévés produkció
- 1984: díj Traviata, legjobb művészeti rendezés (megosztva Gianni Quarantával)
- 1984: jelölés Traviata, legjobb nem angol nyelvű film (megosztva Tarak Ben Ammarral)
- 1987: jelölés Otello, legjobb nem angol nyelvű film (megosztva Menahem Golannal és Yoram Globusszal)

David di Donatello-díj
- 1972: díj Napfivér, Holdnővér, legjobb rendező (megosztva Sergio Leonéval)
- 1979: Különdíj (European David)
- 1991: díj Hamlet, legjobb idegen nyelvű film
- 2002: Különdíj (Special David)

Ezüst Szalag díj
- 1969: Rómeó és Júlia, a legjobb rendező díja

San Sebastián-i filmfesztivál
- 1973: OCIC-díj Napfivér, Holdnővér

## Magyarul
- Názáreti Jézus; Franco Zeffirelli filmje nyomán szöveg William Barclay, ford. Springer Márta; Helikon, Bp., 1992